# Bill Turner
William Turner Sr. (también conocido como "Bootstrap Bill" en Estados Unidos y en Hispanoamérica; "Bill el botas" en España) es uno de los piratas ficticios de las cinco películas de Piratas del Caribe. En la primera película solo es mencionado, mientras que en las dos continuaciones fue interpretado por el actor Stellan Skarsgård.
En el transcurso de la historia, Turner se ve implicado en una tormentosa e interminable condena a cargo de Davy Jones, trabajando y pasando su inmortal vida a bordo de el Holandés Errante, con la esperanza redimida de algún día terminar su sentencia.

## Biografía

### La Maldición del Perla Negra
William Turner fue alguna vez un marinero inglés, que dejó a su esposa e hijo, William Jr en las costas inglesas con tal de buscar mejores oportunidades de empleo en el Caribe. 
Por causas desconocidas y aún inexplicables, se vuelve un pirata, al mismo tiempo que su hijo crece con el ideal de convertirse en "un respetable marinero mercader" al igual que su padre. 
"Bootstrap Bill" trabajó a bordo del Perla Negra cuando éste era comandado por el Capitán Jack Sparrow. Sin embargo, durante el motín de traición liderado por Barbossa (con la intención de despojar a Sparrow del cargo y buscar el oro azteca en la Isla de la muerte), Turner fue el único de la tripulación que se opuso rotundamente a colaborar con su siniestro plan maestro, considerando sus actos como una violación íntegra al honorable Código Pirata.
Su lealtad no sirvió de mucho para que Barbossa declinara su objetivo, así que Sparrow fue abandonado en una isla desierta mientras ellos y la tripulación se embarcaron en la búsqueda del oro azteca. 
Cuando encontraron el inmenso tesoro, les fue provista la inmortalidad eterna, y Will consideró que serían maldecidos por sus actos contra su excapitán. De esta manera, consiguió enviar una de las monedas a su hijo en Inglaterra. Para su desgracia fue amarrado en un cañón y lanzado a las profundidades del mar.

### El Cofre de la muerte
Bootstrap Bill aparece en el Holandés Errante como sirviente de Davy Jones diciéndole a Jack Sparrow que debe cumplir su condena por haber sido Jones quien sacó al Perla Negra del océano y a cambio Jack sería capitán por 13 años. Bootstrap cuenta también a Jack lo sucedido posteriormente al motín y que aceptó un trato con Davy Jones para que lo sacase de las profundidades del mar. Bootstrap vuelve a aparecer cuando se reencuentra con su hijo Will, aunque en un principio no se reconocen y luego de que Will estando como tripulante del Holandés Errante no asegurase un cañón en plena tormenta, el castigo por tal error es de 5 latigazos en la espalda, Bootstrap decide darle los 5 azotes para evitar que su hijo saliese gravemente lastimado del castigo, ya que como le dice después "el contramaestre se jacta de arrancar la carne del hueso en cada azote". Will en un principio enojado con su padre, entiende el porqué le dio los azotes a la vez que su padre cuenta haber aceptado su trato con Jones y cuya desventaja de 100 años de servicio era el olvido de la vida pasada. Bootstrap le pide a su hijo huir ya que nunca hizo el pacto con Jones, pero Will responde no va a irse sin la llave del cofre.
Al rato Will observa un juego de dados llamado "Juego de Engaños" o "Dado Engañoso" y decide apostar su alma y una eternidad de esclavitud dentro del Holandés Errante a cambio de la llave. Ingenuamente Bootstrap se une al juego para evitar que su hijo hiciera algo muy arriesgado y termina perdiendo la partida, por lo que es condenado a pasar una eternidad en el Holandés Errante, mientras que Will por otro lado, Jones le menciona que puede desembarcar cuando quiera, pero justo cuando Jones se retira de la escena, Will regaña a su padre por hacer tal acción arriesgada, pero en su defensa Bootstrap le menciona que el solo quería que Will ganara la partida, pero su hijo le responde que el truco no se trataba de ganar, sino que la verdadera razón por la que apostó, era para saber la ubicación exacta de la llave. Una vez William Jr. consigue robarle la llave a Jones mientras dormía frente a su piano, Bootstrap le prepara un bote salvavidas y le pide a su hijo buscar tierra lo antes posible y que se quede ahí, además le entrega un cuchillo para que pueda apuñalar el corazón haciéndole prometer salvarlo de su condena. Pero Bootstrap pierde su esperanza cuando ve que Davy Jones llama al Kraken para hundir al Edinburgh Trader al mando del capitán Bellamy sabiendo que su hijo estaba ahí, Davy Jones ordena liquidar a los sobrevivientes al ver que entre ellos no está William Jr y encarcelar a Bill Turner por su traición. Pero Jones no se da cuenta de que William Jr sobrevive y pone curso a la Isla Cruces.

### En el fin del mundo
Bootstrap aún se mantiene como tripulante del Holandés Errante y de pronto se convierte en parte de la nave según la maldición que poseía "parte de ellos, parte de la nave". Bootstrap se encuentra con su nuera Elizabeth y la tripulación de Sao Feng que habían sido capturados por el holandés por órdenes de Lord Cuttler Becket y se entera de que su hijo Will está vivo pero que en su deber de rescatarlo de Jones lo separaría de Elizabeth y sabe que Will la escogerá a ella. Por su parte el Almirante James Norrington ayuda a escapar a Elizabeth y su tripulación pero eso le cuesta su vida a manos de Bootstrap quien al ver la fuga da la alarma a la nave.
Durante la batalla entre el Holandés Errante contra el Perla Negra, Bootstrap olvidando a su hijo se enfrenta a él,  pero Will es asesinado por Davy Jones y Bootstrap ataca a su capitán vengando a su hijo, mientras que Jack ayuda al moribundo Will a apuñalar el corazón de Jones matándolo; luego Will se convierte en el nuevo capitán del Holandés Errante, recuperando la forma humana de la tripulación, entre ellos su padre. Una vez ganada la batalla junto al Perla Negra, Bootstrap, aún queriendo ser parte de la tripulación, es puesto al timonel de barco mientras que su hijo consuma su matrimonio con Elizabeth y 10 años después vuelve con ella, solo para visitarla y conocer a su hijo, Henry Turner, pues el debe cumplir la regla: Por cada 10 años en el mar, solo podía estar 1 día en tierra firme.